# Wim Van Dijck
Willem (Wim) Edmond Juliaan Van Dijck (Brasschaat, 19 juli 1969) is een voormalig Belgisch politicus voor het Vlaams Belang.

## Levensloop
Van Dijck studeerde in 1993 af als licentiaat in de moderne geschiedenis aan de KU Leuven. Hij werd actief als historicus en was van 2007 tot 2024 tevens zelfstandig wijnhandelaar.
Als student was Van Dijck tussen 1988 en 1993 actief in de Leuvense afdeling van het NSV, waarvan hij van 1991 tot 1992 preses was. Nadien was hij van 1992 tot 1993 hoofdredacteur van Branding, het nationale tijdschrift van de studentenvereniging. Ook verzeilde Van Dijck in de extreemrechtse organisatie Voorpost en was hij van 1994 tot 1999 hoofdredacteur van Revolte, de periodiek van deze organisatie. Via NSV en Voorpost kwam hij bij het toenmalige Vlaams Blok terecht, de partij waarvoor hij van 1995 tot 2004 werkte als universitair medewerker voor de fractie in de Kamer van volksvertegenwoordigers.
Op lokaal politiek niveau was hij van 1995 tot 1997 gemeenteraadslid van Mol. Vervolgens verhuisde Van Dijck naar Tienen, waar hij van 2001 tot 2012 gemeenteraadslid was.
Na de derde rechtstreekse Vlaamse verkiezingen van 13 juni 2004 kwam hij begin juli 2004 voor de kieskring Vlaams-Brabant in het Vlaams Parlement terecht als opvolger van Filip De Man, die aan zijn mandaat verzaakte. Hij zetelde tot aan de  Vlaamse verkiezingen van 7 juni 2009 en was actief in de commissies Binnenlandse Aangelegenheden, Bestuurszaken, Institutionele en Bestuurlijke Hervorming (2004-2009), Brussel en Vlaamse Rand (2004-2007), Leefmilieu en Natuur, Landbouw, Visserij en Plattelandsbeleid en Ruimtelijke Ordening en Onroerend Erfgoed (2005-2006), Wonen, Stedelijk Beleid, Inburgering en Gelijke Kansen (2006-2009) en Cultuur, Jeugd, Sport en Media (2007-2009). 
In juni 2009 werd Van Dijck niet herkozen als Vlaams Parlementslid. Midden oktober 2010 werd hij opnieuw Vlaams volksvertegenwoordiger, nadat An Michiels ontslag nam als lid van het Vlaams Parlement. Hij was daarop van 2010 tot 2014 ondervoorzitter van de commissie Brussel en Vlaamse Rand en vast lid van de commissie Onderwijs en Gelijke Kansen. Bij de verkiezingen van mei 2014 werd hij vanop de lijstduwersplaats niet herkozen.
- Gemeinsame Normdatei: 138880298
- International Standard Name Identifier: 0000 0000 7084 594X
- Virtual International Authority File: 95495760
- WorldCat: E39PBJkHtgtPjGmXbB4HGmjDMP